# Точило (видання)

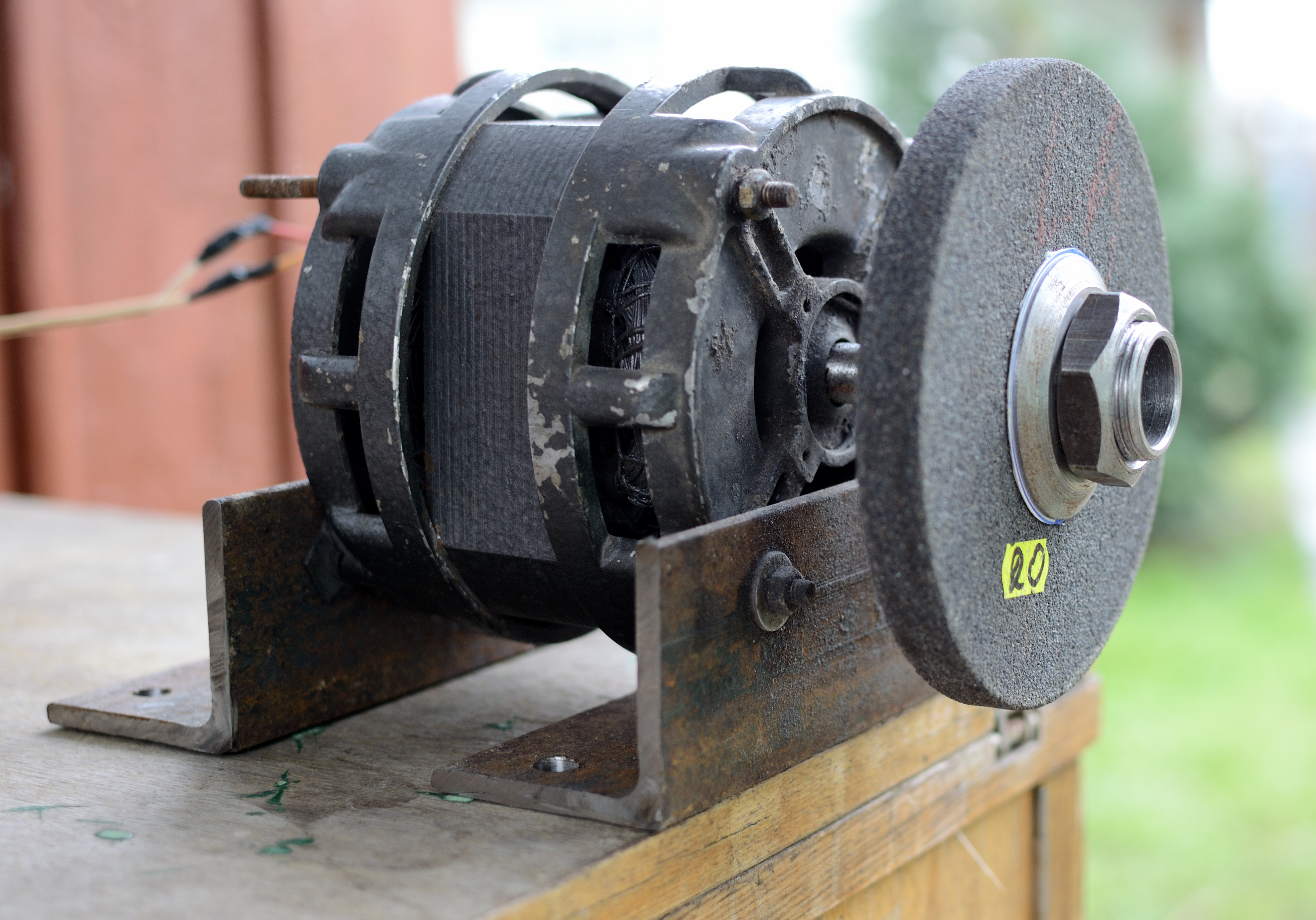
Обкладинка журналу «Точило». Січень 1936 року

«Точило» (англ. Tochylo) — ілюстрований місячник гумору й сатири.
Виходив з перервами у Вінніпезі у 1930—1943 роках, деякий час з англомовною сторінкою. Видавець і редактор: С. Дорощук.